# D'Arcy Island
L'Isola D'Arcy (D'Arcy Island in Inglese) è la più meridionale delle isole Gulf ed è situata nello Stretto di Haro, nella parte settentrionale dell'Oceano Pacifico. Dal punto di vista amministrativo è parte del Canada.

## Storia
L'isola, dal 1891 al 1924, venne usata come colonia per immigrati cinesi colpiti da lebbra, ricollocati in seguito sull'isola di Bentinck, più vicina alla città di Victoria. Ancora oggi sull'isola sono visibili le rovine di alcuni edifici costruiti in quel periodo.

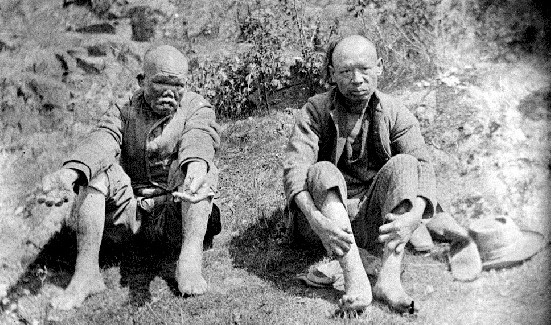
Lebbrosi cinesi sull'isola di D'Arcy.

D'Arcy venne dichiarata parco marino nel 1061 e inclusa nel 2003 nel Parco nazionale Isole del Golfo.